# Bentonit
Bentonit er en meget "fed" (leren føles fedtet) og plastisk lerart. Bentonit er et fint, gråligt pulver og består hovedsagelig af mineralet montmorillonit, sammensætningen kan variere. Til industriel brug deler man bentonit i natrium-bentonit og calcium-bentonit. Bentonits sammensætning er dog mere varieret og kompleks, man taler således også om kalium-bentonit.

## Anvendelser
Det binder vand særdeles godt, og tilsættes af og til andre lertyper for at gøre disse federe. Bentonit tilsættes også i små mængder (omkring 2%) til visse glasurer for at mindske den flydende (opslemmede) glasurs tilbøjelighed til at bundfældes i beholderen. Bentonit har mange andre anvendelser.
F.eks. anvendes bentonit i visse former for støbesand til metalstøbning, til boremudder, til raffinering af stenolie og vegetabilske olier, til klaring af alkoholiske drikke og most, til gennemsivningssikre membraner, i kattegrus og som emulgeringsmiddel. Desuden anvendes bentonit i lerpropper i fyrværkeri, samt til lukning af gamle brønde og grundvandsboringer.

## Forekomst
Bentonit dannes, når vulkanske klipper og askelag forvitrer. Det findes flere steder i USA (hovedproducenten), Kina, Tyrkiet, Australien, Grækenland, Indien, Rusland, Ukraine, New Zealand og Tyskland. Det har navn efter Benton-skifferen fra kridttiden nær Rock River i Wyoming. Bentonit findes desuden på Bornholm.